# Phanomorpha pammicta
Phanomorpha pammicta là một loài bướm đêm trong họ Crambidae.